# Скот Адкинс
Скот Едвард Адкинс (енгл. Scott Edward Adkins; Сатон Колдфилд, 17. јун 1976) енглески је глумац и борац који је најпознатији по улози руског затворског борца Јуриј Бојка у филмовима Непобедиви 2: Најиздржљивији (2006) и његова следећа два наставка: Непобедиви 3: Искупљење (2010) и Бојка: Непобедиви (2017) . Он је познат по улогама Бредли Хјум у Holby City, Луцијан у филму Доктор Стрејнџ, Агент Кајли у филму Борнов ултиматум, и Џон у филму 00:30 — Тајна операција. Адкинс је такође појавио у EastEnders, Hollyoaks, Doctors, као и у многим другим филмовима.

## Биографија
Скот Адкинс рођен је у Сатон Колдфилду, 17. јуна 1976. године. Он је постао заинтересован за борилачке вештине од своје десете године, када је са његовим оцем и старијим братом Крегом посетио локални Џудо клуб. Његово интересовање за борилачке вештине порасло је са 14 година јер је био опљачкан. Исте године, почео је да тренира теквондо. Од 16 година, Адкинс је такође тренирао и Кик-бокс. Он је сада потпуно обучен кик-бокс инструктор, такође је обучен у другим борилачким вештинама, као што су нинџуцу, карате, капуера, џијуџицу, џудо, џит кун до, крав мага, вушу и гимнастика.

## Каријера
Прва улога која му је понуђена је у Хонгконг филму борилачких вештина под називом Dei Seung Chui Keung (2001) (Екстремни челенџ). Примећен од стране шефа Хонгконг каскадерског удружења и директора Веи Тунг и филмског стручњака Беј Логан, Адкинс се први пут нашао на истоку. Скот је добио прилику да ради са неким од водећих директора акционих Хонгконг биоскопа, укључујући Ву-пин Јуен, Кори Јуен, Само Хун Кам-бо и легендарног Џеки Чена. Улоге су почеле да долазе и њему је понуђено да буде гост у улози Doctors (2000), Birmingham's Pebble Mill. Неколико епизода EastEnders (1985) и Градска Централа (1998), као и главна улога у једној комичној драми  Mile High (2003), а затим редовну улогу у  Holby City (1999), као Bradley Hume, помоћник генералног директора од Holby General.
Затим следе улоге Талбот у Special Forces (2003) и Јуриј Бојка у Undisputed II: Last Man Standing (2006). Био је то филм који га је уздигао са улогом руског ММА борца подземља Јурија Бојку. Након тога Скот је имао главне улоге у већим буџетским филмовима као што су Борнов ултиматум (2007) и The Tournament (2009), и играо улогу са Жан-Клод Ван Дамом у The Shepherd: Border Patrol(2008). Адкинс се појављује у улози King Amphitryon у The Legend of Hercules.
У 2012. години добио је улогу у Métal Hurlant Chronicles, у научно фантастичној француско-белгијској ТВ емисији, која је настала из француских стрипова Metal Hurlant. Глуми у 2 епизоде; King's crown са Мајкл Џај Вајтом, Second chance у епизоди Loyal Khondor са Карл Е. Ландлером и Џон Рис-Дејвисом.

## Филмографија

### Филм
| Година | Српски назив                       | Изворни назив                       | Улога                          | Белешке                        |
| ------ | ---------------------------------- | ----------------------------------- | ------------------------------ | ------------------------------ |
| 2001   | Случајни шпијун                    | The Accidental Spy                  | Лијев телохранитељ/турски вођа | као Скот Едвард Адкинс         |
| 2001   | Чиста освета                       | Pure Vengeance                      | Дени                           | Кратко                         |
| 2001   | Екстремни изазов                   | Extreme Challenge                   | Ајзак Борман                   |                                |
| 2002   | Црна маска 2: Град маски           | Black Mask 2: City of Masks         | Др Ленг                        |                                |
| 2003   | Специјалне јединице                | Special Forces                      | Талбот                         |                                |
| 2003   | Медаљон                            | The Medallion                       | Следбеник Змијоглавог          |                                |
| 2005   | Пуштен с' ланца                    | Unleashed                           | Базенски борац                 |                                |
| 2005   | Пит борац                          | Pit Fighter                         | Нејтан                         |                                |
| 2006   | Пинк Пантер                        | The Pink Panther                    | Џекард / Фудбалер              |                                |
| 2006   | Непобедиви 2: Најиздржљивији       | Undisputed II: Last Man Standing    | Јуриј Бојка                    | Direct-to-video                |
| 2007   | Борнов ултиматум                   | The Bourne Ultimatum                | Агент Кајли                    |                                |
| 2008   | Паклена граница                    | The Shepherd: Border Patrol         | Карп                           | Direct-to-video                |
| 2008   | Момачко вече                       | Stag Night                          | Карп                           | Direct-to-video                |
| 2009   | Икс- мен порекло: Вулверин         | X-Men Origins: Wolverine            | Вепен / Дедпул                 | Подељено са Рајаном Рејнолдсом |
| 2009   | Турнир смрти                       | The Tournament                      | Јуриј Петров                   | Direct-to-video                |
| 2009   | Нинџа                              | Ninja                               | Кејси Боумен                   | Direct-to-video                |
| 2010   | Непобедиви 3: Искупљење            | Undisputed III: Redemption          | Јуриј Бојка                    | Direct-to-video                |
| 2011   | Смртоносне игре                    | Assassination Games                 | Роланд Флинт                   | Direct-to-video                |
| 2012   | Универзални војник: Нова димензија | Universal Soldier: Day of Reckoning | Џон                            | Direct-to-video                |
| 2012   | Гринго                             | El Gringo                           | Човек                          | Direct-to-video                |
| 2012   | Плаћеници 2                        | The Expendables 2                   | Хектор                         |                                |
| 2012   | 00:30 — Тајна операција            | Zero Dark Thirty                    | Џон                            |                                |
| 2013   | Легенда: Змајева гробница          | Legendary: Tomb of the Dragon       | Тревис Пристон                 | Direct-to-video                |
| 2013   | Зелена улица 3: Никад не одустај   | Green Street 3: Never Back Down     | Дени Харви                     | Direct-to-video                |
| 2013   | Нинџа: Сенка сузе                  | Ninja: Shadow of a Tear             | Кејси Боумен                   | Direct-to-video                |
| 2014   | Легенда о Херкулесу                | The Legend of Hercules              | Краљ Empitrion                 |                                |
| 2015   | Вук ратник                         | Wolf Warriors                       | Том Кет                        |                                |
| 2015   | Кратак домет                       | Close Range                         | Колтон Мекрејди                | Direct-to-video                |
| 2015   | Поново убиј                        | Re-Kill                             | Паркер                         | Direct-to-video                |
| 2015   | 0 толеранција                      | Zero Tolerance                      | Стивен                         | Direct-to-video                |
| 2016   | Гримсби                            | The Brothers Grimsby                | Павел Лукашенко                |                                |
| 2016   | Криминал                           | Criminal                            | Пит Гринсливс                  |                                |
| 2016   | Џархед 3: Опсада                   | Jarhead 3: The Siege                | Гани Рејнс                     | Direct-to-video                |
| 2016   | Кућна инвазија                     | Home Invasion                       | Хефлин                         | Direct-to-video                |
| 2016   | Тешка мета 2                       | Hard Target 2                       | Вес Бејлор                     | Direct-to-video                |
| 2016   | Доктор Стрејнџ                     | Doctor Strange                      | Луцијан                        |                                |
| 2016   | Елиминатори                        | Eliminators                         | Мартин Паркер                  | Direct-to-video                |
| 2017   | Бојка: Непобедиви                  | Boyka: Undisputed                   | Јуриј Бојка                    |                                |
| 2017   | Дивљи пас                          | Savage Dog                          | Мартин                         |                                |
| 2017   | Долази                             | Incoming                            | TBA                            |                                |
| 2017   | Несрећан човек                     | Accident Man                        | Мајк Фелон                     |                                |
| 2017   | Повратник                          | The Returner                        | TBA                            |                                |
| 2017   | Камени олтар                       | Altar Rock                          | TBA                            |                                |
| 2023   | Џон Вик 4                          |                                     | Кила Харкан                    |                                |

### Серија
| Година     | Српски назив     | Изворни назив            | Улога               | Белешке                              |
| ---------- | ---------------- | ------------------------ | ------------------- | ------------------------------------ |
| 1998       | Зона опасности   | Dangerfield              |                     | Епизода: Paths                       |
| 1999       | Градска централа | City Central             | Џејк Клентон        | Епизода: Life Liberty and Pursuit    |
| 2000       | Доктори          | Doctors                  | Рос                 | 3 епизоде                            |
| 2001       | Велики доручак   | The Big Breakfast        | Himself             | 1 епизода                            |
| 2002       | Мутант Икс       | Mutant X                 | Марко               | Епизода: Sign from Above; Uncredited |
| 2003       | Источни крајеви  | EastEnders               | Џоел                | 6 епизода                            |
| 2005       | Стјуардесе       | Mile High                | Ед Расел            | 12 епизода                           |
| 2005       |                  | Hollyoaks: Let Loose     | Рајан               | 2 епизоде                            |
| 2006       |                  | Holby City               | Бредли Хјум         | 9 епизода                            |
| 2012, 2014 |                  | Métal Hurlant Chronicles | Guillame / Џо Менда | 3 епизоде                            |